# Cicciolina (singolo)
Cicciolina è un singolo della cantante finlandese Erika Vikman, pubblicato il 27 gennaio 2020 come primo estratto dall'album di debutto eponimo.

## Descrizione
Il brano, scritto dalla stessa cantante con Janne Rintala, Saskia Vanhalakka e Mika Laakkonen e prodotto da quest'ultimo, è ispirato all'attrice pornografica italo-ungherese Ilona Staller, in arte Cicciolina.
Con Cicciolina il 7 marzo 2020 Erika Vikman è stata una dei sei partecipanti a Uuden Musiikin Kilpailu, il programma di selezione del rappresentante finlandese all'Eurovision Song Contest 2020. Ha vinto il televoto, ma non ha ottenuto abbastanza punti dalla giuria da essere incoronata vincitrice del programma una volta sommati tutti i voti.
Il singolo è stato pubblicato in download digitale e streaming dall'etichetta discografica Mökkitie Records, facente parte della famiglia della Warner Music Finland.

## Tracce
1. Cicciolina – 2:58

## Classifiche
| Classifica (2020) | Posizione massima |
| ----------------- | ----------------- |
| Finlandia         | 5                 |